# لي فنسنت
لي فنسنت (بالإنجليزية: Lee Vincent)‏ هو موزع أمريكي، ولد في 15 أبريل 1916 في شيكشيني في الولايات المتحدة، وتوفي في 11 ديسمبر 2007 في كينغستون في الولايات المتحدة.